# Mangidy
Mangidy est une commune rurale malgache située dans la partie centre-nord de la région de la Haute Matsiatra.